# چیلیاو آیرون
چیلیاو آیرون (به انگلیسی: Ciliau Aeron) یک منطقهٔ مسکونی در بریتانیا است که در کردیگیون واقع شده‌است. چیلیاو آیرون ۹۲۹ نفر جمعیت دارد.